# Ann-Sofi Söderqvist
Ann-Sofi Söderqvist, född 28 december 1956 i Stockholm, är en svensk kompositör, arrangör och jazzmusiker. Hon leder sedan 2011 sitt eget storband, Ann-Sofi Söderqvist Jazz Orchestra.

## Biografi
Ann-Sofi Söderqvists far Stig Söderqvist var reklamtecknare och art director, men också jazzmusiker, trumpetare, och Ann-Sofi växte upp med jazzmusik. På kommunala musikskolan lärde hon sig att spela kornett och andra instrument. Hennes främsta instrument har därefter varit trumpet.
Spel i skolorkester och fritidsband följdes av utbildning på Birkagårdens folkhögskolas musiklinje. Hon blev känd för jazzpubliken 1977 när hon fick hoppa in som ersättare för pappa Stig i Bernt Rosengrens storband. Som ung spelade hon i flera olika orkestrar, gärna sådana som blandade jazz med andra genrer. Hon nämner främst gruppen Hot Salsa som hon spelade med 1978-1982, en fusiongrupp som blandade jazz med salsa. Även tiden med Ahmadu Jarr & The Highlife Orchestra satte spår.
1985-1989 utbildades Ann-Sofi Söderqvist på Musikhögskolan i Stockholm. På 1990-talet växlade hon mellan sitt eget spelande, bland annat i Mats Holmquists storband Stora Stygga, och att komponera teatermusik. 1995 turnerade hon med Lisa Nilsson. 
1999-2003 vidareutbildade hon sig på Musikhögskolan i komposition och instrumentation. Hon har senare också verkat som lärare i komposition, arrangering och ensembleledning vid Musikhögskolan. Efter millennieskiftet har hon allt mer koncentrerat sig på komponerandet. Har skrivit och arrangerat för symfoniorkestrar, kör och små ensembler, men främst för jazzens storband. 2002 satte hon upp sitt första egna storband, Composer’s Big Fun och 2011 bildade hon Ann-Sofi Söderqvist Jazz Orchestra, ASJO, ett storband med arton musiker utöver henne själv.

## Musiken
Redan i skolåldern skrev hon egen musik. När hon på 1970-talet på heltid kunde ägna sig åt musik blev det gärna i ”gränsöverskridande” eller eklektiska sammanhang, fusion. Hot Salsa och Ahmadu Jarr är exempel. Som favoriter bland jazzmusiker nämner hon Miles Davis, Frank Zappa, Freddie Hubbard, Woddy Shaw och Clifford Brown. Bland arrangörer sätter hon Gil Evans och Duke Ellington högt. Inom den klassiska musiken uppskattar hon särskilt kompositörerna Claude Debussy, Igor Stravinskij, Olivier Messiaen, Dmitrij Sjostakovitj och Allan Pettersson.

## Priser och utmärkelser
- 1988 – Dagens Nyheters Kasperpris
- 2002 – Statlig inkomstgaranti för konstnärer
- 2008 – Jazzkannan
- 2010 – Jan Johansson-stipendiet
- 2011 – Sveriges Radios Jazzkatten som årets kompositör
- 2012 – Bert Levins stiftelse för jazzmusik
- 2014 – Ledamot av Kungliga Musikaliska Akademien[7]
- 2019 – Lars Gullin-priset
- 2019 – Thore Ehrling-stipendiet